# All I’ve Got to Do
All I’ve Got to Do – piosenka zespołu The Beatles napisana przez Johna Lennona, natomiast oficjalnie autorami utworu jest duet Lennon/McCartney. Utwór został umieszczony na albumie With The Beatles.

## Skład
- John Lennon – wokal, gitara rytmiczna
- Paul McCartney – wokal wspierający, gitara basowa
- George Harrison – wokal wspierający, gitara
- Ringo Starr – perkusja